# التسول عبر الإنترنت
التسول عبر الإنترنت (بالإنجليزية: Internet begging)‏ أو الاستجداء عبر الإنترنت، هي النسخة الإلكترونية من التسول التقليدي الذي يقوم به البعض في الشوارع والحافلات؛ لكن ميزة التسول عبر الإنترنت هي أن المتسول مجهول الهوية، فلا يمكن معرفة اسمه الحقيقي أو سنه أو مكانته الاجتماعية، وهذا الأمر يجنبه الخزي والعار الذي قد يلحق بالمتسولين التقليديين.

## التاريخ
في البدايات الأولى لظهور الإنترنت، كان التسول أمراً واضحاً من خلال الإعلانات الشخصية عن احتياجات هذا الفرد أو ذاك لمساعدة مادية بهدف التطبيب أو فتح مشروع صغير أو الحصول على مسكن؛ كما ظهرت المواقع الشخصية واستخدم بعضها لغرض التسول.
كما بدأت المنظمات غير الربحية بالانتقال من استخدام البريد العادي إلى خدمات الانترنت لجمع الأموال والقيام بمشاريع خيرية.
في أواخر عقد التسعينات، ومع تطوّر شبكة الإنترنت، تمكن الكثير من الناس من الاستفادة من مواقع مجانية سهلة الاستخدام تدعى بالمدونات حيث لا يحتاج المدون لخبرة في لغة ترميز النص الفائق أو غيرها من نظم التأليف، بل يقدم هذا النوع من المواقع بشكل جاهز جعل مهمة المتسولين عبر الإنترنت أسهل مما سبق، خاصة أن الاستضافة تكون مجانية ولا تحتاج من المدون جهداً في تثبيتها.
بعد يونيو 2002 اكتسب التسول عبر الإنترنت سمعة سيئة، حيث ظهر أكبر موقع للتسول على يد كارين بوسناك التي كتبت في موقعها «كل ما أحتاجه هو دولار واحد من عشرين ألف شخص، أو دولاران من عشرة آلاف، أو خمسة دولارات من أربعة آلاف شخص!». قد يبدو أن كارين بحاجة إلى هذا المبلغ لإجراء عملية جراحية لوالدتها المريضة، أو لإصلاح منزلها الآيل للسقوط، لكن الأمر ليس كذلك، فهذا المبلغ هو دين تورطت فيه كارين نتيجة لاندفاعها المحموم للشراء من المحلات بواسطة بطاقة الائتمان، ورفضها إعادة ما اشترته! وهكذا اتجهت كارين إلى تسول هذا المبلغ عبر الإنترنت. تلقت كارين تبرعات قيمتها 13.323 دولارا! بإضافة إلى 4.340 دولارا من موقع ايباي نظير وضع اللوجو الخاص بموقعها على بعض المنتجات، والباقي أكملته بنفسها، وأوفت الدين بالكامل.
في أكتوبر 2009 أجرت صحيفة بوسطن غلوب بحثاً عن التسول عبر شبكة الإنترنت، وتوصلت أن الأمر أصبح ظاهرة عالمية.

## مواقع إنترنت في خدمة التسول
أصبح التسول قطاعاً مستقلاً بذاته في الإنترنت، من السهل على بعضهم امتلاك اسم نطاق إنترنت ثم تبدأ عملية التسول بحجة العلاج من السرطان أو دفع أقساط الفواتير الطبية، شراء سيارات جديدة، أو حتى للخضوع لعمليات تكبير الثدي. تختلف أسباب التسول من أمور جادة إلى مجرد التسول من باب الدعابة.

## أشكال التسول عبر الإنترنت

### التسول في غرف البوكر على الإنترنت
في لعبة البوكر على الإنترنت يستخدم صندوق للدردشة، لكن هذا الصندوق يستغل من المتسولين الذين يعتقدون أن نسبة الحصول على المعونات المالية هي أفضل حينما يتعلق الأمر بلاعبي البوكر الذين قد يدفعون جزءاً من أرباحهم لهؤلاء المتسولين، وما دامت عوائدهم كبيرة فاستهدافهم من متسولي الإنترنت يعتبر أمراً طبيعياً وذكياً. هذا الأمر أصبح يثير امتعاض اللاعبين والمتابعين على حد سواء. تستخدم معظم غرف البوكر الآن مضادات لهذا النوع من الدردشة، بحيث يضطر المتسول إلى مراقبة اللعبة دون التمكن من القيام بعمله، وما أن يبدأ بتسول حصص من أموال اللاعبين حتى يتم حظره.

### التسول في غرف الدردشة
هي طريقة تقوم بها فتيات في الغالب، يدخلن إلى غرف الدردشة ويحاولن التسول من الشباب، إما عن طريق إيهامهم بالحب أو بسرد قصة من نسج الخيال عن معاناة وهمية قد تدفع الطرف الأخر بإرسال المال للفتاة، وإذا كانت الفتاة في دولة غير تلك التي يقيم فيها المتبرع فإنه يرسل الأموال بتحويلها تحت خدمة ماستر كارد.

### التسول عبر البريد الإلكتروني
من أشهر طرق التسول والتي ينخدع فيها أناس كثيرون، تنتشر هذه الطريقة في الوطن العربي بشكل كبير. وتكون على شكل رسائل مزعجة تصل لبريد الضحية وتوهمه بأن المرسل محتاج للمال أو مصاب بمرض خطير يحتاج إلى مبلغ كبير للعلاج. غالباً ما تلعب هذه الرسائل على وتر الدين بذكر عدد من الآيات القرآنية التي ترقق القلب للتصدق على مرسل الرسالة.

## قوانين مكافحة التسول
لا توجد للآن قوانين فعالة ورادعة لهذه الظاهرة التي أخذت أبعاداً خطيرة، وكل ما في الأمر أن هناك تقنين للتسول. ففي المكسيك تفرض الدولة على المتسولين إظهار هوياتهم الحقيقية حتى لا يكون المواطنون ضحايا التضليل والأكاذيب.